# Сен-Коннек
Сен-Конне́к (фр. Saint-Connec, брет. Sant-Koneg) — коммуна во Франции, находится в регионе Бретань. Департамент — Кот-д’Армор. Входит в состав кантона Мюр-де-Бретань. Округ коммуны — Сен-Бриё.
Код INSEE коммуны — 22285.

## География
Коммуна расположена приблизительно в 400 км к западу от Парижа, в 95 км западнее Ренна, в 39 км к югу от Сен-Бриё.

## Население
Население коммуны на 2016 год составляло 255 человек.
| 1962 | 1968 | 1975 | 1982 | 1990 | 1999 | 2008 | 2016 |
| ---- | ---- | ---- | ---- | ---- | ---- | ---- | ---- |
| 472  | 440  | 383  | 332  | 280  | 276  | 288  | 255  |

## Экономика
В 2007 году среди 154 человек в трудоспособном возрасте (15—64 лет) 122 были экономически активными, 32 — неактивными (показатель активности — 79,2 %, в 1999 году было 73,1 %). Из 122 активных работали 112 человек (69 мужчин и 43 женщины), безработных было 10 (3 мужчин и 7 женщин). Среди 32 неактивных 14 человек были учениками или студентами, 8 — пенсионерами, 10 были неактивными по другим причинам.